# La musica è niente se tu non hai vissuto
La musica è niente se tu non hai vissuto è un album live della cantante italiana Anna Oxa, pubblicato il 3 marzo 2006.

## Descrizione
L'album è pubblicato dopo la discussa partecipazione della Oxa al Festival di Sanremo 2006 con il brano Processo a me stessa, che per il testo porta la firma di Pasquale Panella e presenta arrangiamenti in bilico tra opera ed etno-music. Nonostante la canzone venga eliminata al primo turno l'album ha buone vendite e offre, oltre al brano sanremese, l'inedito title track La musica è niente se tu non hai vissuto, sempre con testo di Panella e due ulteriori inediti incisi dal vivo: The Dance e Trans-Forma-Açao.
L'album raggiunge il disco d'oro per le vendite.

## Tracce
CD (EMI 0094635961621)
1. L'eterno movimento (live) – 3:46 (testo: Giuseppe Fulcheri – musica: Laurex)
2. La panchina e il New York Times (live) – 4:26 (testo: Giancarlo Bigazzi – musica: Marco Falagiani)
3. Trans-forma-açao (live) – 3:27 (Roberto Giannetti, Federico Gueisbuhlr) – inedito
4. Oltre la montagna (live) – 5:10 (testo: Adelio Cogliati, Franco Ciani – musica: Piero Cassano)
5. The dance (live) – 2:10 (Philip Drummy) – inedito
6. Tutti i brividi del mondo (live) – 4:20 (testo: Franco Ciani, Vittorio De Scalzi – musica: Gianni Belleno, Vittorio De Scalzi)
7. Ti lascerò – 4:43 (testo: Franco Fasano, Fausto Leali, Franco Ciani, Sergio Bardotti – musica: Franco Fasano, Fabrizio Berlincioni)
8. Processo a me stessa – 4:43 (testo: Pasquale Panella – musica: Anna Oxa, Alessandra Miori) – inedito
9. La musica è niente se tu non hai vissuto – 4:25 (testo: Anna Oxa, Alessandra Miori – musica: Pasquale Panella) – inedito

## Classifiche
| Classifica (2006) | Posizione massima |
| ----------------- | ----------------- |
| Italia            | 29                |